# Зюзя

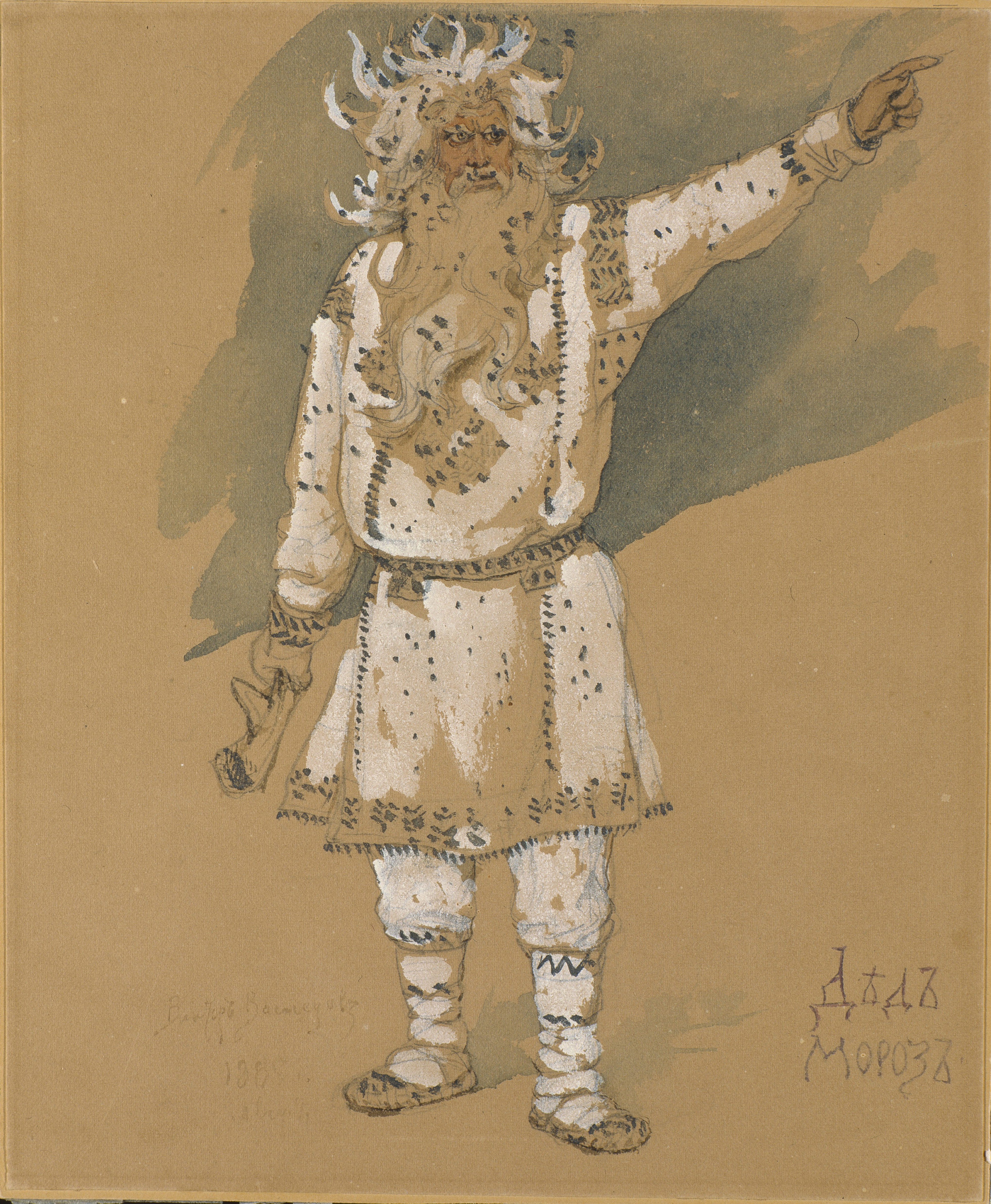
«Дед Мороз», В. М. Васнецов, 1885 год.

Зю́зя (бел. Зю́зя, Мароз, укр. Зюзя), также Зюзя Поозерский (бел. Зю́зя Паазерскі) — одно из диалектных названий Мороза в некоторых белорусских и западно-русских говорах, мифический персонаж, известный в Беларуси и в украинском Полесье, олицетворяющий зимнюю стужу, холод. 
Изображался в виде лысого деда небольшого роста с длинной седой бородой. Ходит, согласно поверью, босиком, без шапки, в белом кожухе. В руке железная булава. Под Новый год белорусы варили кутью, приговаривая «Зюзя на дворе — кутья на столе». Чтобы мороз не был лютым и не повредил озимые, первую ложку кутьи хозяин кидал Зюзе в окно со словами: «Мароз, хадзі куццю есці!».
Его дыхание — сильная стужа. Его слезы — сосульки. Иней — замерзшие слова. А волосы — снежные облака. Зимой он бегает по полям, лесам, улицам и стучит своей булавой (посохом). От этого стука трескучие морозы сковывают реки, ручьи, лужи льдами. А если он ударит посохом (булавой) об угол избы — непременно бревно треснет. С ноября по март Мороз так силен, что даже солнце перед ним робеет. Он очень не любит тех, кто жалуется на стужу, бодрым же и весёлым дарует здоровую телесную крепость и румянец. По фольклорным представлениям треск деревьев во время сильных морозов объясняется тем, что Зюзя стучит по деревьям.
Е. Е. Левкиевская считает, что Зюзя, как самостоятельный персонаж, является изобретением кабинетной мифологии, который был неизвестен язычникам.
Во многих русских диалектах простонародное слово зюзя означает — «пьяный, грязный, промокший, неряшливый человек», которого сравнивают со свиньей. Образовано слово от междометий «зю-зю», «зюсь-зюсь», «зюрь-зюрь». С этим значением связаны выражения «пьян как зюзя» и «назюзюкался», а также «и сам он зюзя зюзей», — отзыв о недотепе, безобидном простофиле или неопрятно одетом человеке.